# Олбрайт, Крис
Крис О́лбрайт (англ. Chris Albright; род. 14 января 1979, Филадельфия) — американский футболист, защитник.

## Биография
Крис Олбрайт родился 14 января 1979 года в американском городе Филадельфия. Крис окончил филадельфийскую начальную школу имени Уильяма Пенна. Футболом Олбрайт начал заниматься во время своей учёбы в Университете Вирджинии. В команде университета Крис играл на позиции нападающего.

### Клубная карьера
В 1999 году Крис стал профессиональным футболистом и присоединился к клубу «Ди Си Юнайтед». За три года, играя за «Ди Си Юнайтед» в нападении, Крис забил 4 мяча в 56 матчах. В 2002 году Крис перешёл в клуб «Лос-Анджелес Гэлакси», первоначально Олбрайт стал выступать в полузащите, а затем был переведён на правый фланг защиты. В составе клуба Крис стал двукратным обладателем кубка MLS, а также трофея MLS Supporters' Shield в 2002 году и обладателем Открытого Кубка США в 2005 году. В 2008 году Олбрайт стал игроком клуба «Нью-Инглэнд Революшн» из города Фоксборо, штат Массачусетс. В 2010 году перешёл в клуб «Нью-Йорк Ред Буллс». В конце сезона 2011 «Ред Буллз» отказались от продления контракта Олбрайта и в феврале 2012 года Крис перешёл в «Филадельфию Юнион».

### Карьера в сборной
В составе национальной сборной США Крис дебютировал 8 сентября 1999 года в матче против сборной Ямайки. В 2000 году в составе олимпийской сборной США Олбрайт участвовал на Олимпийских играх в Сиднее. В 2006 году Крис выступал на Чемпионате мира в Германии.